# Boileau (stație de premetrou din Bruxelles)
Boileau este o stație a premetroului din Bruxelles situată în comuna Etterbeek din Regiunea Capitalei Bruxelles. Stația este poziționată sub Bulevardul Saint-Michel/Sint-Michiels, la intersecția cu Bulevardul Boileau, și poartă numele acestuia din urmă, el însuși denumit în onoarea scriitorului Nicolas Boileau.

## Istoric
Stația Boileau a fost deschisă pe 30 ianuarie 1975, odată cu tunelul de 1.810 km până la stația Diamant, și face parte din axa Centura Mare (anterior numită Linia 5) a Metroului din Bruxelles. Prin stație circulă tramvaiele liniilor 7 și 25.

## Caracteristici
Stația are două linii și două peroane, dispuse de o parte și de alta a liniilor. În partea de sud a stației se află o rampă care permite tramvaielor accesul la suprafață. La circa 200 de metri spre vest de Boileau se găsește stația de metrou Thieffry, situată pe Linia 5.

## Linii de tramvai ale STIB în premetrou
- 7 Heysel - Vanderkindere
- 25 Rogier - Gara Boondael/Boondaal

## Legături

### Linii de autobuz ale STIB
- 36 Konkel - Schuman

## Galerie de imagini

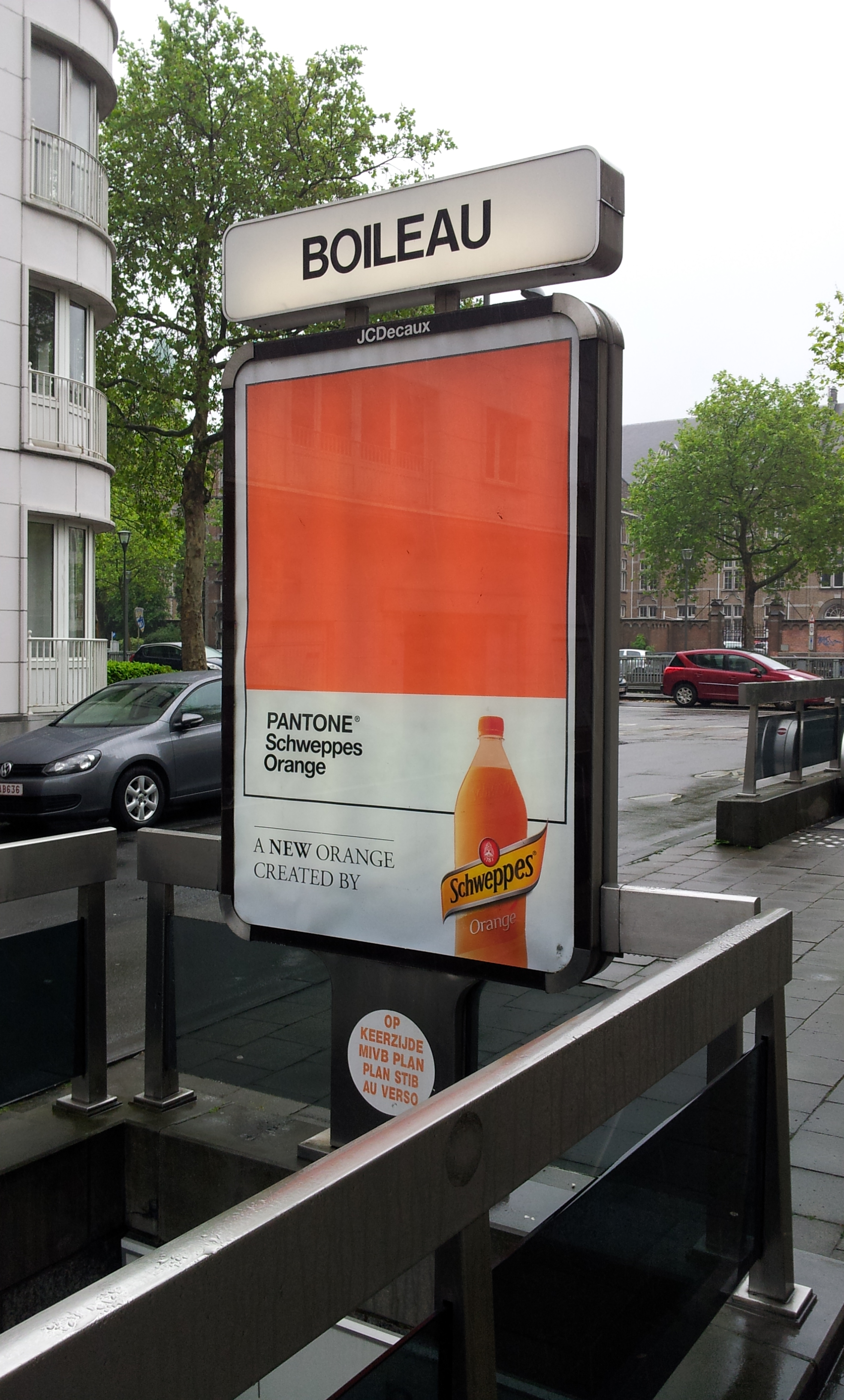
Gura de premetrou Boileau.
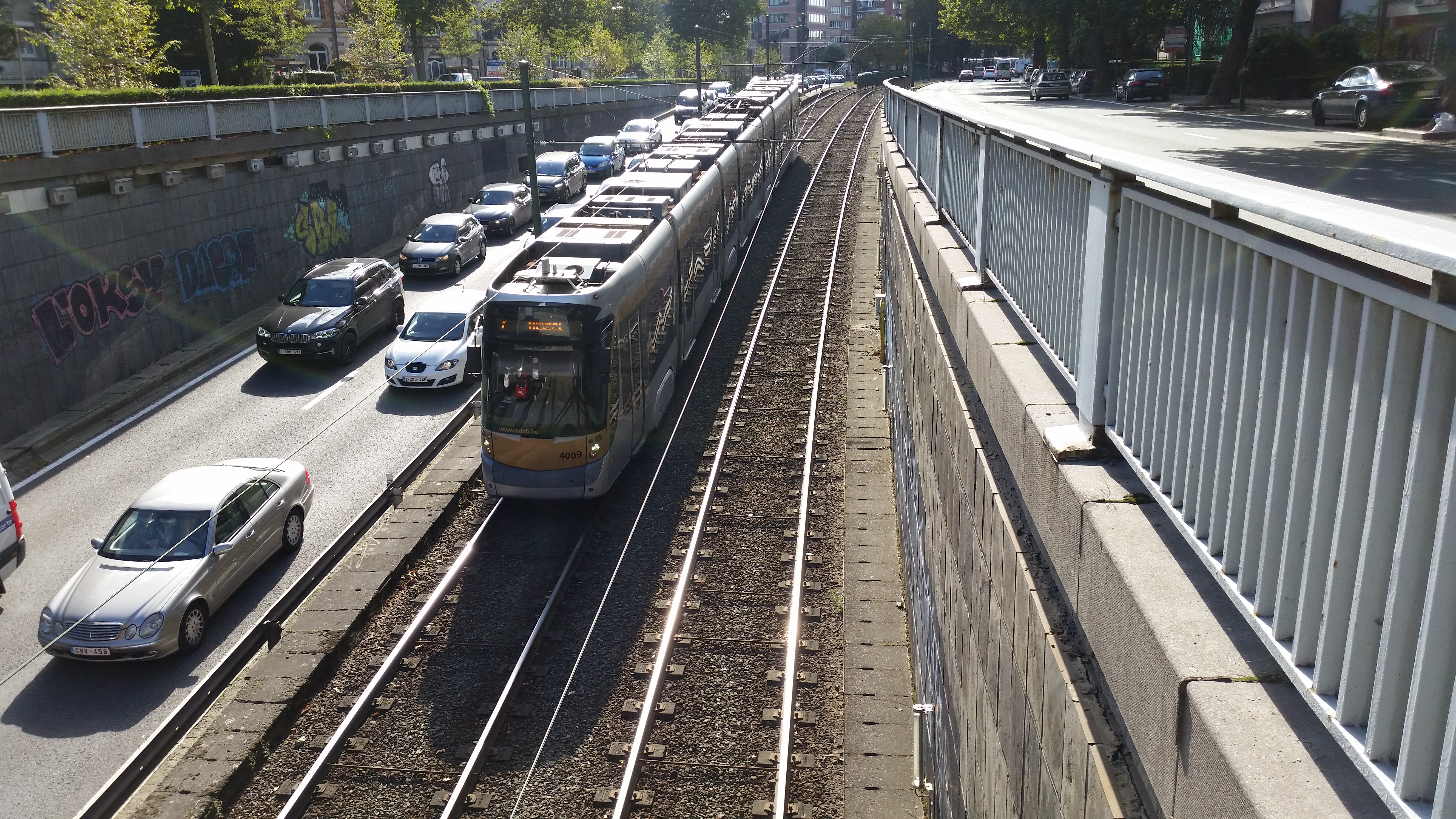
Tramvai al liniei 7 intrând în premetrou prin rampa de acces din apropierea stației Boileau.